# القطاع الأيمن
القطاع الأيمن (بالأوكراني: Правий сектор, Pravyi sektor)، هي حركة وحزب سياسي قومي أوكراني يميني متطرف تأسس في نوفمبر 2013 ككونفدرالية شبه عسكرية لعدة أحزاب قوميّة خلال ثورة الميدان الأوروبي في كييف شارك فيها مقاتلو الشوارع في الاشتباكات مع شرطة مكافحة الشغب. أصبح الائتلاف حزباً سياسياً في 22 مارس 2014، يدّعي الحزب أن لديه ما يقرب من 10.000 عضو.
وقد وُصفت إيديولوجية القطاع الأيمن بأنها قومية، فاشية جديدة، أو من اليمين المتطرف. كان القطاع الأيمن ثاني أكثر المجموعات السياسية المذكورة في وسائل الإعلام الروسية خلال النصف الأول من عام 2014, وقد وصفها التلفزيون الحكومي الروسي بأنهم من النازيون الجدد. ولم تجد وكالة أسوشيتد برس أي دليل على أن الجماعة ارتكبت جرائم الكراهية. في الانتخابات البرلمانية الأوكرانية عام 2014 فاز دميترو ياروش كمرشح في القطاع الأيمن بمقعد البرلمان من خلال الفوز بعضوية واحدة بنسبة 29.8٪ من الأصوات. كما فازت المتحدثة باسم القطاع الأيمن بوريسلاف بيريزا كمرشح مستقل بمقعد وحيّ بنسبة 29.4٪ من الأصوات.

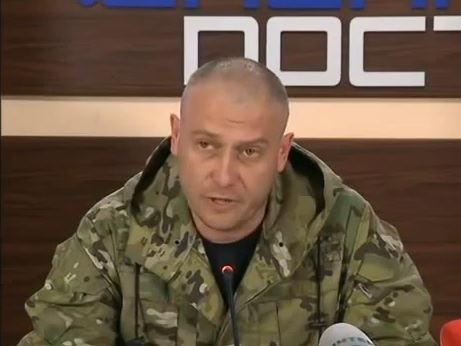
مؤسس القطاع الأيمن دميترو ياروش

## المشاركة في حرب الدونباس
القطاع الأيمن لديه كتيبة متطوعة تقاتل في حرب الدونباس وقد تم تشكيلها في أواخر أبريل 2014. وفي 19 يوليو 2014 قال الحزب إنه مستعد للمساهمة بخمسة آلاف شخص للقتال، وذلك إذا وفر الجيش الأوكراني معدات قتالية مناسبة. فقد القطاع الأيمن 12 مقاتلاً عندما تعرضوا لكمين خارج دونيتسك في أغسطس 2014. وتعهد ياروش، زعيم المجموعة، بأن تنتقم جماعته من قاتليه. وفي 17 أغسطس 2014 اتهم الحزب وزارة الداخلية بإيواء قوات معادية للثورة تسعى إلى تدمير حركة المتطوعين الأوكرانيين، وقال إن أتباع نائب وزير الداخلية فلاديمير يفدوكيموف بين الشرطة قاموا بتفتيش واحتجاز عشرات المتطوعين من القطاع الأيمن بصورة غير مشروعة وصادروا أسلحة كانوا قد أخذوها في القتال. ورد وزير الداخلية أرسين أفاكوف قائلا إنه قدم بالفعل طلباً إلى الرئيس بوروشينكو بأن يفصل يفدوكيموف. وتضم الوحدة العسكرية التابعة للحزب حوالي خمسين مواطناً من روسيا وبيلاروسيا. الأعضاء هم من جميع أنحاء أوكرانيا، بما في ذلك دونباس والقرم ومن الجمهوريات السوفياتية السابقة الأخرى والدول الغربية. في ديسمبر 2015، أعلن زعيم المجموعة دميترو ياروش أن الكتيبتين 5 و 8، والكتيبة الطبية، سيتم دمجها في القوات المسلحة الأوكرانية بعد رحيله من الحزب. وستصبح هذه المنظمة، إن أمكن، جزءاً من الحرس الوطني الأوكراني وستقدم طلباً في المستقبل القريب إلى وزارة الشؤون الداخلية لذلك أو ستدمج كجزء من القوات البرية الأوكرانية.

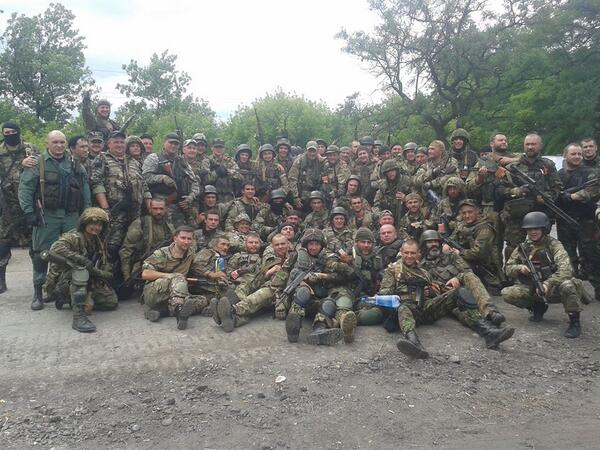
مقاتلون في الفيلق التطوّعي الأوكراني

## إيديولوجية الحزب
تستند إيديولوجية الحزب إلى الفكرة الوطنية الأوكرانية. ويعتقد الحزب أن فكرة الأمة أوسع نطاقاً من مفهوم العرق، فالحزب يقول أن الأمة واحدة وواعية وفعالة متحدين حول فكرة الحرية التي تقوم على العوامل الإثنية الاجتماعية والعوامل الثقافية روحياً.
وفقاً للمؤرخ والعالم السياسي أندرياس أوملاند بأن الحزب يحمل أفكاراً مُحافظة مُتطرّفة مسيحياً وكذلك قومي راديكالي.